# Dogoia veneris
Dogoia veneris is een vlinder uit de familie van de Nachtpauwogen (Saturniidae), uit de onderfamilie van de Saturniinae. De wetenschappelijke naam van deze soort is voor het eerst gepubliceerd in 1994 door Philippe Darge.
De soort komt voor in Kameroen, Centraal-Afrikaanse Republiek en Congo-Kinshasa.
De rups leeft op Ficus-soorten.